# West-Eastern Divan Orchestra

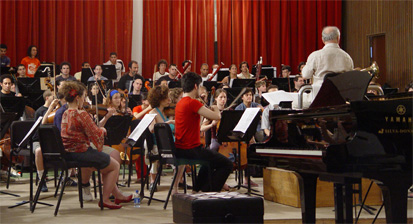
Ensaio da West-Eastern Divan Orchestra em Sevilha, 2005

A West-Eastern Divan é uma orquestra jovem baseada em Sevilha, Espanha, com músicos de países do Oriente Médio - do Egito, Irã, Israel, Jordânia, Líbano, Palestina, Síria - e da Espanha.
A orquestra foi idealizada e fundada em 1999 pelo maestro judeu argentino Daniel Barenboim, pelo teórico literário cristão palestino Edward Said e por Bernd Kauffmann, responsável pelo Festival das Artes de Weimar (Alemanha), no ano em que a cidade foi escolhida como Capital Europeia da Cultura. 
O objetivo da orquestra é o de promover o diálogo e a paz entre judeus e não judeus do Oriente Médio.
Seu nome foi inspirado na antologia de poemas de Johann Wolfgang von Goethe O divã ocidento-oriental (West-östlicher Divan, 1819), uma composição lírica que se propõe a conciliar a rica tradição poética árabe e persa com elementos da moderna subjetividade europeia. Para os fundadores da orquestra, Goethe foi um dos primeiros alemães verdadeiramente interessado em outros países. "Ele começou a aprender o árabe quando tinha mais 60 anos".
O primeiro workshop da orquestra realizou-se em 1999, em Weimar, onde o grupo ficou baseado nos seus dois primeiros anos.
Em 2001, a Orquestra Sinfônica de Chicago, da qual Baremboim era o diretor musical, passou a apoiar a Orquestra do Divan. Desde 2002,  o  governo autônomo da Andaluzia e diferentes mecenas espanhóis asseguram o financiamento da orquestra. Seus integrantes passaram a se reunir, a cada verão, em  Sevilha, para ensaiar  durante o mês de julho, antes de seguir em digressão mundial, no mês de agosto, sempre sob a regência de  Daniel Barenboim.
Said e Barenboim receberam o Prêmio Príncipe de Astúrias da Concordia em 2002, em reconhecimento ao seu trabalho à frente da Orquestra do Divan. Edward Said morreria no ano seguinte, de leucemia. Mas a orquestra se manteve. O crescente agravamento do conflito israelo-palestino, com todas as  dificuldades consequentes, também não impediu que os jovens músicos continuassem a se reunir todos os anos, em Sevilha - cidade que, durante reinado de Afonso X, foi um exemplo de convivência pacífica entre cristãos, judeus e muçulmanos.
Em 2004, Daniel Barenboim recebeu no Parlamento de Israel, em Jerusalém, o Prêmio Ricardo Wolf, por sua atuação em favor dos direitos humanos e da paz mundial. O prêmio, de 100.000 dólares, foi dividido entre Barenboim e o violoncelista Mstislav Rostropovich. Os 50.000 dólares recebidos por Barenboim foram destinados à manutenção da Orquestra do Divan. O discurso pronunciado por Barenboim, ao receber o prêmio, provocou a ira da ministra da cultura, Limor Livnat, presente ao evento, e dos deputados do partido conservador Likud, sendo aplaudido pelos demais representantes do povo na câmara baixa. Após citar trechos da declaração de independência de Israel, Baremboim  perguntou se seria compatível a independência de um país com violação dos direitos fundamentais de outro povo e, mais ainda, se o povo judeu, cuja história está cheia de sofrimentos e perseguições, poderia ficar indiferente às violações dos direitos humanos e ao sofrimento de um povo vizinho. 
A orquestra tem realizado performances em todo o mundo, inclusive em Israel e nos territórios palestinos, e foi tema de um documentário produzido em 2005, intitulado Knowledge is the Beginning, realizado por Paul Smaczny. O filme ganhou o  Emmy  de melhor documentário sobre arte de 2006.
Em 2007, a orquestra recebeu o Praemium Imperiale para jovens artistas, concedido pela família imperial japonesa. 

## Prémios
- Prêmio Príncipe de Astúrias da Concordia (2002);
- Prêmio Ricardo Wolf (2004);
- Prémio Calouste Gulbenkian – Direitos Humanos (2012).